# Katastralgemeinde Niederdorf
Die Katastralgemeinde Niederdorf ist eine von sieben Katastralgemeinden der Stadtgemeinde Sankt Veit an der Glan im Bezirk Sankt Veit an der Glan in Kärnten, in Österreich. Sie hat eine Fläche von 569,16 ha.
Die Katastralgemeinde gehört zum Sprengel des Vermessungsamtes Klagenfurt.

## Lage
Die Katastralgemeinde liegt mitten in der Gemeinde Sankt Veit an der Glan, im Süden des Bezirks Sankt Veit an der Glan. Sie liegt im Glantaler Bergland unmittelbar südlich des Bezirkshauptorts und erstreckt sich vom Muraunberg im Norden bis in die Nähe des Hörzendorfer Sees im Süden sowie von Hörzendorf im Westen bis an den Rand des Orts St. Andrä im Osten. Die Katastralgemeinde erstreckt sich über eine Höhenlage von 470 m ü. A. am Nordrand des Zollfelds an der Südostgrenze der Katastralgemeinde bis zu 708 m ü. A. am Muraunberg.

## Ortschaften
Zur Gänze auf dem Gebiet der Katastralgemeinde Niederdorf liegen die Ortschaften Arndorf, Baardorf, Holz, Muraunberg, Niederdorf, Streimberg und Zwischenbergen. Außerdem befinden sich der Ostteil der Ortschaft Hörzendorf sowie ein kleiner Teil der Ortschaft St. Andrä (Nebengebäude des Planhofs) innerhalb der Katastralgemeinde.
Solange die Katastralgemeinde Niederdorf zur Gemeinde Hörzendorf gehörte, bildete ein am östlichen Rand der Katastralgemeinde stehendes Haus die Ortschaft Blintendorf; heute wird jenes Haus als Teil der Ortschaft Muraunberg gezählt.

## Vermessungsamt-Sprengel
Die Katastralgemeinde gehört seit 1. Jänner 1998 zum Sprengel des Vermessungsamtes Klagenfurt. Davor war sie Teil des Sprengels des Vermessungsamtes St. Veit an der Glan.

## Geschichte
Ende des 18. Jahrhunderts wurden die Kärntner Steuergemeinden (später: Katastralgemeinden) gebildet und Steuerbezirken zugeordnet. Die Steuergemeinde Niederdorf wurde Teil des Steuerbezirks Karlsberg.
Im Zuge der Reformen nach der Revolution 1848/49 wurden in Kärnten die Steuerbezirke aufgelöst und Ortsgemeinden gebildet, die jeweils das Gebiet einer oder mehrerer Steuergemeinden umfassten. Die Steuer- bzw. Katastralgemeinde Niederdorf wurde Teil der Gemeinde Hörzendorf, die anfangs den Namen Gemeinde Karlsberg trug. Die Größe der Katastralgemeinde wurde 1854 mit 988 Österreichischen Joch und 444 Klaftern (ca. 569 ha, also die heutige Fläche) angegeben; damals lebten 230 Personen auf dem Gebiet der Katastralgemeinde. 1972 wurde die Katastralgemeinde Niederdorf Teil der Gemeinde Sankt Veit an der Glan.
Die Katastralgemeinde Niederdorf gehörte ab 1850 zum politischen Bezirk Sankt Veit an der Glan und zum Gerichtsbezirk Sankt Veit an der Glan. 1854 bis 1868 gehörte sie zum Gemischten Bezirk Sankt Veit an der Glan. Seit der Reform 1868 ist sie wieder Teil des politischen Bezirks Sankt Veit an der Glan und des Gerichtsbezirks Sankt Veit an der Glan.

## Siedlungsentwicklung
Zum Jahreswechsel 1979/1980 befanden sich in der Katastralgemeinde Niederdorf insgesamt 57 Bauflächen mit 43.474 m² und 87 Gärten auf 262.020 m², 1989/1990 gab es 49 Bauflächen. 1999/2000 war die Zahl der Bauflächen auf 136 angewachsen und 2009/2010 bestanden 97 Gebäude auf 164 Bauflächen.

## Bodennutzung
Die Katastralgemeinde ist landwirtschaftlich geprägt. 322 Hektar wurden zum Jahreswechsel 1979/1980 landwirtschaftlich genutzt und 168 Hektar waren forstwirtschaftlich geführte Waldflächen. 1999/2000 wurde auf 333 Hektar Landwirtschaft betrieben und 217 Hektar waren als forstwirtschaftlich genutzte Flächen ausgewiesen. Ende 2018 waren 311 Hektar als landwirtschaftliche Flächen genutzt und Forstwirtschaft wurde auf 216 Hektar betrieben. Die durchschnittliche Bodenklimazahl von Niederdorf beträgt 47,2 (Stand 2010).